# Bus Driver (joc video)
Bus Driver este o serie de jocuri de la SCS Software.

## Modele
- Bus Driver 2007
- Bus Driver 2008
- Bus Driver 2009
- Bus Driver 2010

### Va urma
- Bus Driver 2011